# Porúbka (Košice)
|  | Per a altres significats, vegeu «Porúbka». |

Porúbka és un poble i municipi d'Eslovàquia. Es troba a la regió de Košice, a l'est del país.

## Història
La primera referència escrita de la vila data del 1411.

## Demografia
| Godina             | 1994 | 2004   | 2014   | 2024   |
| ------------------ | ---- | ------ | ------ | ------ |
| Nombre de persones | 473  | 460    | 420    | 400    |
| Diferència         |      | −2,74% | −8,69% | −4,76% |

| Godina             | 2023 | 2024   |
| ------------------ | ---- | ------ |
| Nombre de persones | 409  | 400    |
| Diferència         |      | −2,20% |